# Нестор Киршнер
Нестор Карлос Киршнер Остојић (шп. Néstor Carlos Kirchner Ostoić; Рио Гаљегос, 25. фебруар 1950 — Ел Калафате, 27. октобар 2010) је био аргентински председник од маја 2003. године до децембра 2007. године. По занимању новинар, пре председничке дужности био је гувернер провинције Санта Круз.
Киршнер је такође био национални заменик, изабран у провинцији Буенос Ајресу 2009. године, те је 4. маја 2010. године био одређен за главног секретара организације УНАСУР која окупља земље Јужне Америке.
Киршнер је био мало познат у иностранству и Аргентини пре његова избора. Победио је на изборима са само 22,24% гласова када се у првом кругу бивши председник Карлос Менем који је освојио 24,45% гласова повукао из трке.
Убрзо након преузимања дужности у мају 2003. године, Киршнер је изненадио свет смењујући снажне војне и полицијске званичнике. Наглашавајући потребу да се повећа одговорност и транспарентност у управи, Киршнер је поништио законе за опрост војних официра оптужених за мучења и убиства током 1976-1983. за време Прљавог рата и владавине војне хунте.
Дана 28. октобра 2007. године његова супруга Кристина Киршнер је изабрана да га замени као председница Аргентине, а он је постао први господин Аргентине. Умро је 27. октобра 2010. године од последица срчаног удара.